# Lijst van Italiaanse wijnroutes

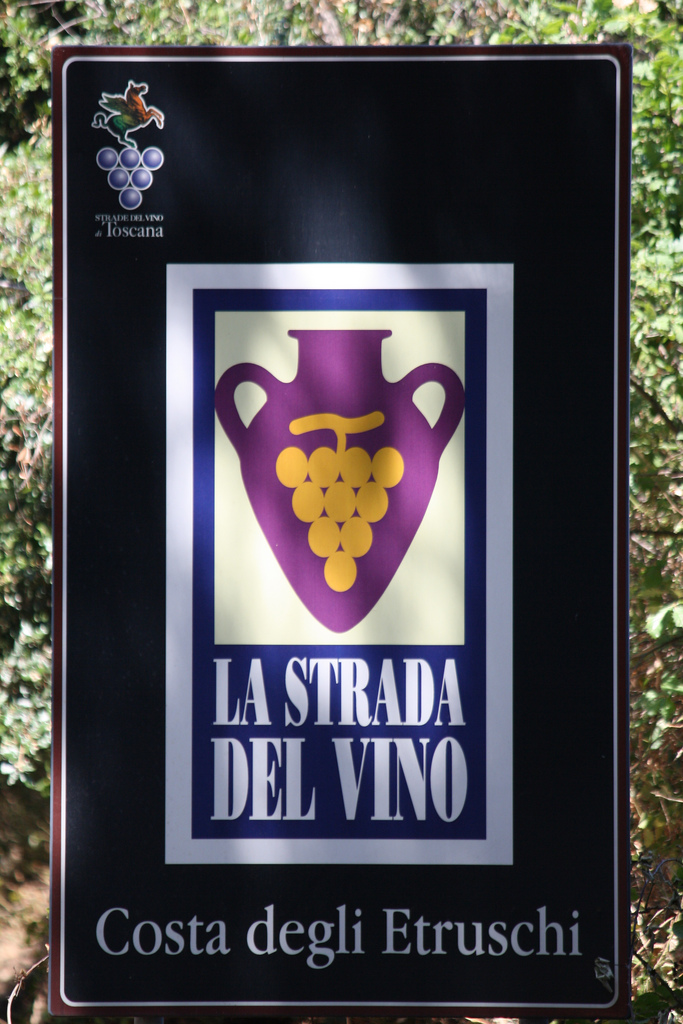

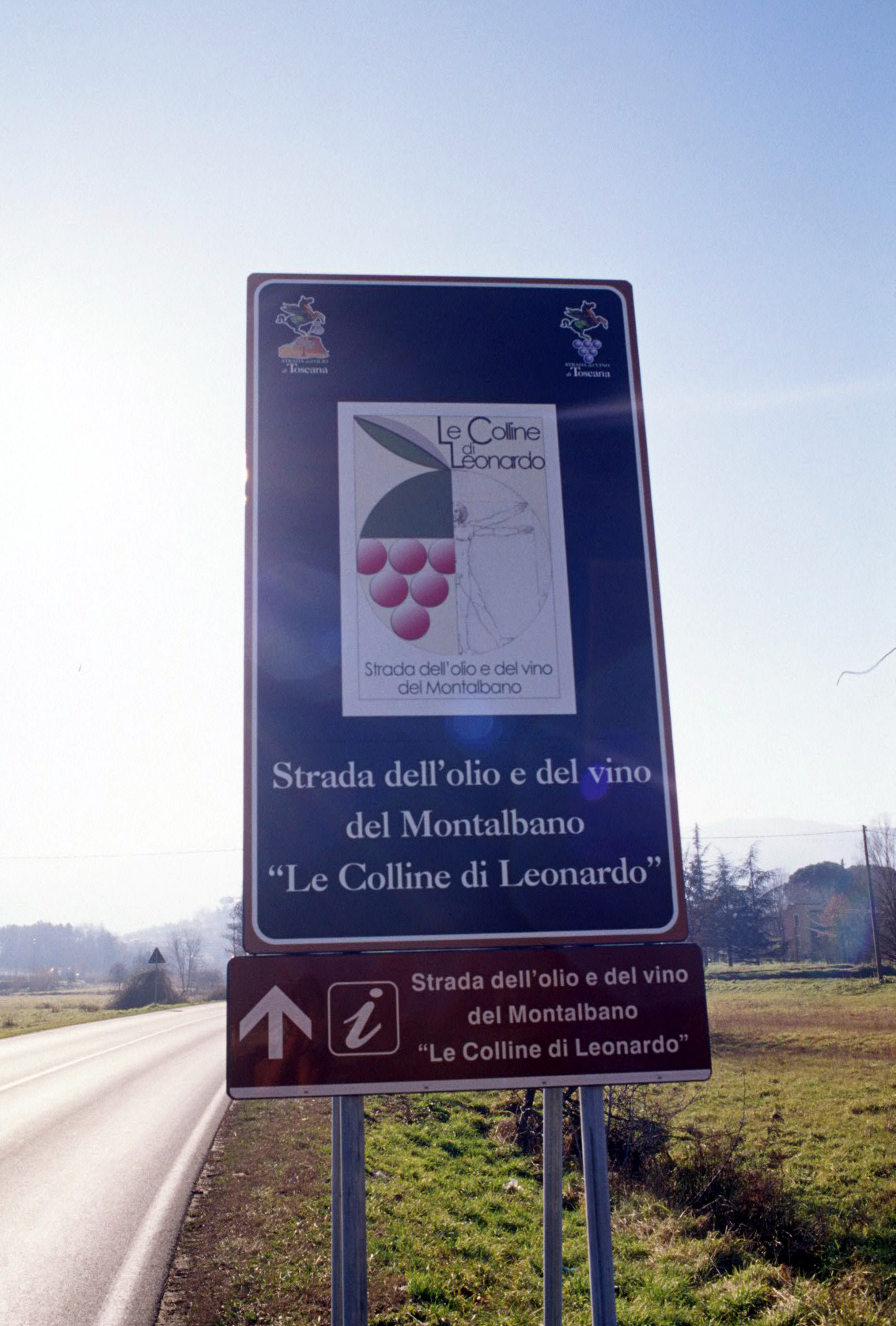

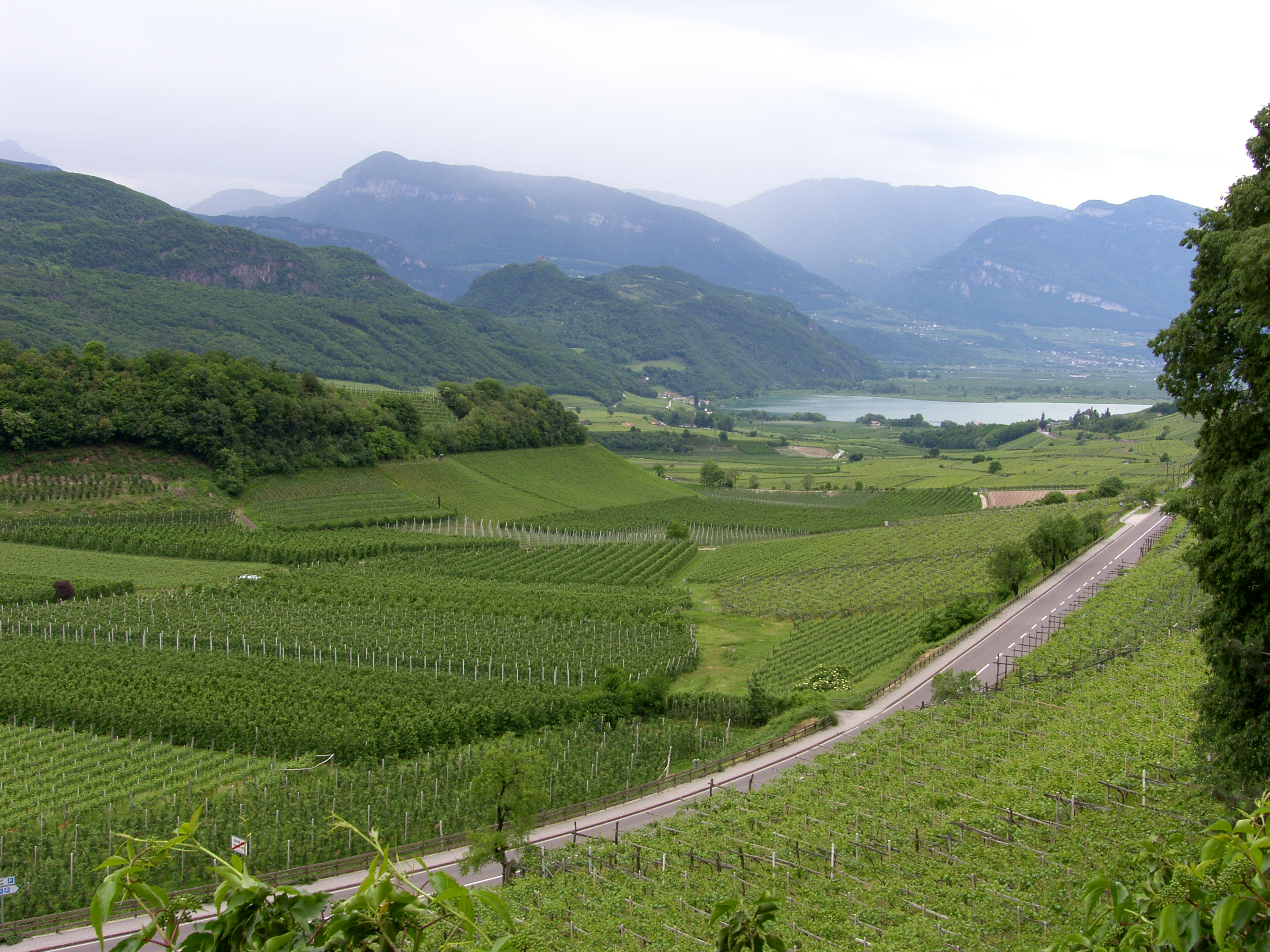
Strada del Vino dell’Alto Adige/Südtiroler Weinstraße

Hieronder volgt een lijst van wijnroutes in Italië. 
De Italiaanse wijnroutes (Italiaans: strada del vino of strada dei vini (e sapori)) zijn bewegwijzerde toeristische autoroutes in een specifiek wijnbouwgebied of een specifieke Italiaanse wijnstreek. In 2017 werd de ‘’Federazione Italiana delle Strade del Vino, dell’Olio e dei Sapori’’ opgericht die verschillende wijnroutes verenigt.
- Strada del Vino Costa d'Amalfi
- Strada della Terra dei Forti
- Strada dei Colli piacentini
- Strada del vino di Aquileia
- Strada del vino Colli dei Longobardi [5]
- Strada dei vini e dei sapori del Garda
- Strada del Barolo
- Appia dei vini
- Strada dei Vini DOC Castel del Monte
- Le strade del vino in Sardegna
- Strada dei vini dell'Etna
- Strada del Vino Alcamo DOC
- Strada del vino Cerasuolo di Vittoria
- Strada del Vino e dei Sapori Castelli Nisseni
- Strada del vino e dei sapori Val di Mazara
- Strada del vino Erice Doc
- Strada del vino della Provincia di Messina
- Strada del vino di Marsala - Terre d'Occidente (Marsala - TP)
- Strada del vino e dei Sapori della Valle dei Templi
- Strada del vino Monreale DOC
- Strada del vino sul Percorso della Targa Florio
- Strada del vino Terre Sicane
- Strada del vino Val di Noto
- Strada del Vino dei Colli di Candia e di Lunigiana
- Strada del Vino Vernaccia di San Gimignano
- Strada del Vino Orcia [6]
- Strada del Vino Montecucco e dei Sapori d'Amiata
- Strada del Vino chianti Montespertoli
- Strada del Vino e dell'olio Lucca Montecarlo e Versilia
- Strada del Vino e dei Sapori Monteregio di Massa Marittima
- Strada dei Vini di Carmignano e dei Sapori tipici Pratesi
- Strada del Vino Terre di Arezzo
- Strada del Vino e dell'Olio Costa degli Etruschi
- Strada dei Vini Cortona
- Strada del Vino Nobile di Montepulciano e dei Sapori della Valdichiana Senese
- Strada dell'Olio e del Vino del Montalbano - Le Colline di Leonardo
- Strada del Vino Colline Pisane [7]
- Strada del vino dell'Alto Adige/Südtiroler Weinstraße [8]
- Strada del vino colli del Trasimeno [9]
- Strada dei vini del Cantico
- Strada del vino dei Colli Euganei
- Strada del prosecco e vini dei Colli di Conegliano Valdobbiadene [10]
- Strada del vino Soave [11]
- Strada del Vino del Montello e Colli Asolani
- Strada del Vino Arcole DOC
- Strada del Vino Lessini Durello [12]
- Strada del Vino Valpolicella
- Strada del Vino Bardolino [13]
- Strada dei Vini DOC Lison-Pramaggiore